# Lissodendoryx plumosa
Lissodendoryx plumosa är en svampdjursart som först beskrevs av Jörn Hentschel 1914.  Lissodendoryx plumosa ingår i släktet Lissodendoryx och familjen Coelosphaeridae. Inga underarter finns listade i Catalogue of Life.